# Omphalotropis laticosta
Omphalotropis laticosta é uma espécie de gastrópode  da família Assimineidae.
É endémica de Guam.